# Comuna Iasnopoleanske, Djankoi
Iasnopoleanske (în ucraineană Яснополянське) este o comună în raionul Djankoi, Republica Autonomă Crimeea, Ucraina, formată din satele Iasnopoleanske (reședința) și Riumșîne.

## Demografie
Componența lingvistică a comunei Iasnopoleanske
     Rusă (59,11%)
     Tătară crimeeană (22,46%)
     Ucraineană (16,97%)
     Alte limbi (0,42%)
Conform recensământului din 2001, majoritatea populației comunei Iasnopoleanske era vorbitoare de rusă (59,11%), existând în minoritate și vorbitori de tătară crimeeană (22,46%) și ucraineană (16,97%).